# Rajasthan Patrika
Die Hindi-sprachige in Delhi und Rajasthan als Rajasthan Patrika und in sechs weiteren Bundesstaaten als Patrika erscheinende indische Tageszeitung existiert seit 1956 und ist eine der größten des Landes. Entsprechend der Indian Readership Survey 2013 war die Rajasthan Patrika Platz 4 und die Patrika Platz 6 der meistgelesenen Tageszeitungen Indiens. Politisch wird sie als eher links einsortiert.

## Geschichte
Nachdem die Rajasthan Patrika am 7. März 1956 von Karpoor Chandra Kulish gegründet wurde, wuchs sie mit der Zeit zu einer großen indischen Tageszeitung und wurde überregional bekannt. Da sie neben Rajasthan und Delhi heute auch in weiteren Bundesstaaten erscheint, handelt es sich um eine überregionale Tageszeitung und wird dank der weit verbreiteten Sprache Hindi auch in anderen Bundesstaaten verstanden.

## Verbreitung
Die Rajasthan Patrika wird im Unionsterritorium Delhi und in den Bundesstaaten Chhattisgarh, Gujarat, Karnataka, Madhya Pradesh, Rajasthan und Tamil Nadu gedruckt. In jedem Bundesstaat gibt es mehrere Druckstätten, Rajasthan sticht mit 16 Stätten jedoch besonders heraus und wird dort auch überdurchschnittlich viel gelesen, was auf den Ursprung und Sitz in Rajasthan zurückzuführen ist.